# شهرستان رجوزه
ناحیهٔ رجوزه (به عربی: مدیریة رجوزة) یک ناحیه در یمن است که در استان جوف واقع شده‌است.
ناحیهٔ رجوزه ۷۳٬۷۲۳ نفر جمعیت دارد.